# 国武豊喜
國武 豊喜（くにたけ とよき、1936年（昭和11年）2月26日 - ）は、日本の化学者・教育者・会社役員。理研ベンチャーである株式会社ナノメンブレン取締役および北九州産業学術推進機構の理事長。北九州市立大学元副学長。

## 来歴
福岡県久留米市に生まれ、久留米大学附設高等学校卒業後、九州大学工学部応用化学科に入学。大学4年時に秋吉三郎教授、麻生忠二助教授の高分子化学講座へと配属される。修士課程修了後、秋吉教授の「アメリカの大学院を範とする基礎研究重視の大学院教育システムの確立」のため、ペンシルベニア大学の博士課程へと進学する (Ph.D. Adviser, Charles. C. Price)。約2年半で博士学位を取得し、カリフォルニア工科大学のCarl G. Niemann Groupで博士研究員として研究を行う。その後、助教授として九州大学へと戻り（麻生教授グループ）、麻生教授の退官後ほどなくして教授となる。
九州大学学部・大学院修士課程およびペンシルベニア大学大学院においては、高分子合成化学に関する研究を行う。博士研究員時代に加水分解酵素に関する研究を行い、助教授就任後の初期には環化重合と酵素モデルに関する研究に携わる。世界で初めて人工での脂質二分子膜形成を達成した。九州大学教授を退官後も精力的に研究を行っており、現在では分子組織化学をさらに発展させることによって、数10 nmの膜厚を有し、なおかつ十分な強度を有する無機－有機ハイブリッドナノ薄膜の合成に成功している。取締役を務めるナノメンブレン社は、このナノ薄膜をコア技術・製品としている。
1999年に九州大学教授を退官、北九州市立大学の教授および理化学研究所のディレクターとなる。
門弟に新海征治、岡畑恵雄、君塚信夫、米澤徹など。

## 人物
本名は「國武豊喜」であり、文化勲章受章時の名簿でもそのように記載されているが、姓の「國」は旧字体のため、新字体で国武 豊喜（くにたけ とよき）とも表記される。

## 年譜
- 1958年 3月 九州大学工学部応用化学科卒業
- 1960年 3月 九州大学大学院修士課程修了
- 1962年 8月 ペンシルベニア大学大学院博士課程修了
- 1962年 9月 カリフォルニア工科大学博士研究員
- 1963年 2月 九州大学工学部助教授
- 1974年 2月 九州大学工学部教授
- 1992年 4月 九州大学工学部長
- 1999年 4月 北九州市立大学教授
- 2007年 9月 株式会社ナノメンブレン取締役に就任
- 2008年 3月 北九州市立大学教授 退職

## 受章・受賞
- 2001年 - 日本学士院賞
- 2007年 - 文化功労者[4]
- 2007年 - 産学官連携功労者表彰文部科学大臣賞
- 2014年 - 文化勲章[5]
- 2015年 - 京都賞先端技術部門[6]
- 高分子学会賞
- 日本化学会賞
- 向井賞
- 高分子科学功績賞
- 紫綬褒章

## 叙位・叙勲
- 2011年 - 瑞宝重光章[7]

## 読書案内
- Y.Okahata, N.Kimizuka, N.Furlong, "Colloids and Surfaces A: Physicochemical and Engineering Aspects", vol. 169, pp. 1-3 (2000). doi:10.1016/S0927-7757(00)00466-0